# Miclești (Vaslui)
Pour les articles homonymes, voir Miclești.
Miclești est une commune du județ de Vaslui en Roumanie.